# Henryk Syska
Henryk Syska (ur. 4 marca 1920 w Damiętach k. Ostrołęki, zm. 18 lutego 2000 w Olsztynie) – pisarz, publicysta, redaktor, działacz oświatowy, badacz dziejów oraz kultury ludowej Kurpiowszczyzny, Mazowsza, Warmii i Mazur.

## Życiorys
Od 1935 był działaczem Związku Młodzieży Ludowej. Początkowo kształcił się w kierunkach rolniczych (kurs przysposobienia rolniczego dzięki stypendium Związku Młodzieży Ludowej, Średnia Szkoła Ogrodnicza jako stypendysta Państwowego Banku Rolnego). W czasie II wojny światowej pracował w zakładzie ogrodniczym w Radzyminie, Izbie Rolnej w Warszawie oraz gospodarstwie doświadczalnym w Tarczynie. Należał do Armii Krajowej. W 1945 rozpoczął studia polonistyczne na Katolickim Uniwersytecie Lubelskim. W latach 1945–1946 był naczelnikiem Wojewódzkiego Urzędu Kontroli Prasy, Publikacji i Widowisk w Lublinie. W 1947 przeniósł się do Warszawy, gdzie kontynuował studia polonistyczne. Przez trzy lata pracował jako redaktor pisma społeczno-kulturalnego „Wici”. W latach 1951–1954 był redaktorem działu społeczno-politycznego LSW. W 1950 został odsunięty od polityki (zrehabilitowany w 1956). Przez kolejne lata zajmował się wyłącznie twórczością literacką. W 1962 zamieszkał w Olsztynie. Odznaczony Krzyżem Kawalerskim (1957), Oficerskim (1970) i Komandorskim (1984) Orderu Odrodzenia Polski. Zmarł 18 lutego 2000 w Olsztynie, spoczywa na cmentarzu komunalnym (kw. 3B rząd 1 grób 2).
Na temat jego twórczości opublikowano pracę: Stanisław Pajka, Koleinami życia i twórczości Henryka Syski (Ostrołęka 1985, 109 ss.).

## Twórczość
- – Rzecz o Kolbergu,
- 1949: Od Kmiotka do Zarania
- 1949: Przez walkę do zwycięstwa (Wydawnictwo Ludowe)
- 1951: Czerwony Kasztelaniec
- 1952: Nad błękitną moja Narwią
- 1953: Nad błękitną moja Narwią (wyd. II)
- 1953: Syn Mazowsza (Ludowa Spółdzielnia Wydawnicza)
- 1954: Kurpik siedzi w lesie
- 1954: Na ziemi Kurpiów
- 1955: Dwie mile do Różana
- 1955: Obleciałem Kurpie – Gocie
- 1955: Przychodzień z Góry Ducha
- 1956: A w Zielonej w Myszynieckiej
- 1956: Tajemnica białego habitu (Ludowa Spółdzielnia Wydawnicza)
- 1958: Chłop śmie mówić
- 1959: Nad Wisłą, nad Bugiem
- 1959: Twarde życie Tomasza Nocznickiego (Książka i Wiedza)
- 1960: Na tropach Judyma
- 1963: Zygmunt Gloger (Ludowa Spółdzielnia Wydawnicza)
- 1965: Mazurskie spotkania (Ludowa Spółdzielnia Wydawnicza)
- 1967: Sosny mazurskiej cień (Ludowa Spółdzielnia Wydawnicza)
- 1968: Okruchy zdarzeń (Ludowa Spółdzielnia Wydawnicza)
- 1969: Adam Chętnik
- 1970: Ułomek rodzinnego chleba
- 1971: Mazurski generał (Wydawnictwo Pojezierze)
- 1971: O czarne wody Narwi (Ludowa Spółdzielnia Wydawnicza)
- 1973: Od wielkiego Nikaru
- 1974: Skrzypią wrota (Ludowa Spółdzielnia Wydawnicza)
- 1975: Scalone pogranicze
- 1978: Rozmaitości znad Łyny
- 1980: Zamodrzała puszcza świtem (Ludowa Spółdzielnia Wydawnicza)
- 1982: W dolinie Orza
- 1986: Na polskich rozłogach (Wydawnictwo Pojezierze)
- 1986: Na wiązance z białej róży (Ludowa Spółdzielnia Wydawnicza)
- 1993: Przez Puszczę Zieloną